# Resolutie 2181 Veiligheidsraad Verenigde Naties
Resolutie 2181 van de Veiligheidsraad van de Verenigde Naties werd op 21 oktober 2014 unaniem aangenomen door de VN-Veiligheidsraad en verlengde de toestemming voor de operatie van de Europese Unie in de Centraal-Afrikaanse Republiek met een half jaar.

## Achtergrond
Al sedert de onafhankelijkheid van Frankrijk in 1960 wordt de CAR geplaagd door staatsgrepen en geweld. Toen rebellen in 2003 de macht grepen begonnen drie onder de naam Unie van Democratische Krachten voor Eenheid (UFDR) verenigde rebellenbewegingen een oorlog tegen hen. In 2007 werd een vredesakkoord getekend en in 2009 vormden ze samen een regering.
Eind 2012 brak opnieuw rebellie uit, deze keer tegen een coalitie van groeperingen die zich Sekela-coalitie noemde, en bestond uit de UFDR, de Conventie van Patriotten voor Gerechtigheid en Vrede (CPJP) en een aantal kleinere bewegingen. De regering vroeg internationale hulp, maar dit werd geweigerd. Op 11 januari 2013 werd een vredesakkoord getekend, waarbij de eerste minister werd vervangen door een oppositielid.
Op 24 maart 2013 had een coalitie van rebellen genaamd Seleka de macht gegrepen, wat internationaal veroordeeld werd. Dus werd een overgangsraad opgericht die het land tijdelijk moest besturen. Onderwijl vergleed de CAR in chaos en had de overheid buiten de hoofdstad geen enkel gezag meer.

## Inhoud
De Veiligheidsraad:
- Herinnert aan de voorgaande resoluties en verklaringen inzake de Centraal-Afrikaanse Republiek, met name de resoluties 2121, 2127, 2134 en 2149.
- Neemt akte van de brief van Catherine Ashton, hoge vertegenwoordiger van de Europese Unie, aan de voorzitter van de Veiligheidsraad op 7 oktober 2014.
- Bepaalt dat de situatie in de Centraal-Afrikaanse Republiek een bedreiging blijft vormen voor de internationale vrede en veiligheid.
- Handelend onder hoofdstuk VII van het handvest van de Verenigde Naties.

1. Besluit de toelating voor de operatie van de Europese Unie in paragraaf °44 van resolutie 2134 te verlengen tot 15 maart 2015.
2. Besluit verder op de hoogte te blijven van de kwestie.

## Verwante resoluties
- Resolutie 2134 Veiligheidsraad Verenigde Naties
- Resolutie 2149 Veiligheidsraad Verenigde Naties
- Resolutie 2196 Veiligheidsraad Verenigde Naties (2015)
- Resolutie 2212 Veiligheidsraad Verenigde Naties (2015)

Lijst ·  2133 ·  2134 ·  2135 ·  2136 ·  2137 ·  2138 ·  2139 ·  2140 ·  2141 ·  2142 ·  2143 ·  2144 ·  2145 ·  2146 ·  2147 ·  2148 ·  2149 ·  2150 ·  2151 ·  2152 ·  2153 ·  2154 ·  2155 ·  2156 ·  2157 ·  2158 ·  2159 ·  2160 ·  2161 ·  2162 ·  2163 ·  2164 ·  2165 ·  2166 ·  2167 ·  2168 ·  2169 ·  2170 ·  2171 ·  2172 ·  2173 ·  2174 ·  2175 ·  2176 ·  2177 ·  2178 ·  2179 ·  2180 ·  2181 ·  2182 ·  2183 ·  2184 ·  2185 ·  2186 ·  2187 ·  2188 ·  2189 ·  2190 ·  2191 ·  2192 ·  2193 ·  2194 ·  2195